# Lewak
Lewak is een bestuurslaag in het regentschap Simeulue van de provincie Atjeh, Indonesië. Lewak telt 912 inwoners (volkstelling 2010).